# أتمتة الرياضات الشبابية
أتمتة الرياضات الشبابية هي منصة تقنية قائمة على الويب تُقدم وظائف إدارية للأندية والمديرين والمدربين، وهي ضرورية لضمّ اللاعبين إلى الملعب، بالإضافة إلى إمكانيات مُخصصة للتواصل مع عائلاتهم وأولياء أمورهم.
تتضمن هذه المنصة استخدام أداة إدارة إلكترونية لتنظيم وأتمتة وتبسيط عملية الرياضات الشبابية، بما في ذلك التسجيل، والدفع، وتشكيل الفرق، والامتثال للوائح، وإعداد قوائم اللاعبين، والتواصل، والجدولة، والشبكات الاجتماعية، واستضافة المواقع الإلكترونية. تتمثل الأهداف العامة في الاستغناء عن الحاجة إلى دمج عدة منتجات مُنفصلة، وتقليل الوقت الذي تستغرقه الفرق والمدربون والمتطوعين والعائلات في التعامل مع المسائل الإدارية والتواصلية.
يدعم أكثر من 45 مليون رياضي شاب يمارسون الرياضة في الولايات المتحدة.